# Marcgraviaceae
Marcgraviaceae is een botanische naam voor een familie van tweezaadlobbige planten. Een familie onder deze naam wordt universeel erkend door systemen voor plantentaxonomie.
Het gaat om een niet al te grote familie van houtige planten (vaak lianen), die in de neotropen voorkomen.
In het Cronquist-systeem (1981) is de plaatsing in de orde Theales.